# Herb Ordino

Herb Ordino

Herb Ordino – herb przedstawia na tarczy francuskiej u góry w polu błękitnym dwie srebrne góry. Pod nimi złota krokiew, na której umieszczone są (od prawej heraldycznie) czerwony kościół, czerwona sosna (pośrodku) i  czerwona krowa z błękitnym dzwonkiem (po lewej). Pod złotą krokwią druga krokiew czerwona, na której znajdują się srebrny kwiat róży, otwarta księga (pośrodku) i złota litera O. U podstawy (w trójkącie) w polu błękitnym  srebrne źródło. Tarcza okolona jest gałązkami wawrzynu.
Kościół to XII wieczny romański kościół Sant Marti de la Cortinada. Czerwona krowa z dzwonkiem to herb francuskiego hrabstwa Bearn (z herbu Andory). Kwiat róży nawiązuje do obchodzonego tutaj w pierwszą niedzielę lipca "święta róż". Otwarta księga to "Manuel Digest" z 1748, historia Andory autorstwa Antoniego Fiter i Rossell który urodził się w Ordino w 1706 roku. Złota litera O to pierwsza litera nazwy parafii i rzeźba "Ordino Arcalis 91" autorstwa włoskiego artysty Mauro Staccioli.